# Gero (localitate)

Gero (下呂市 Gero-shi?) este un municipiu din Japonia, prefectura Gifu.